# Tai-Sprachen

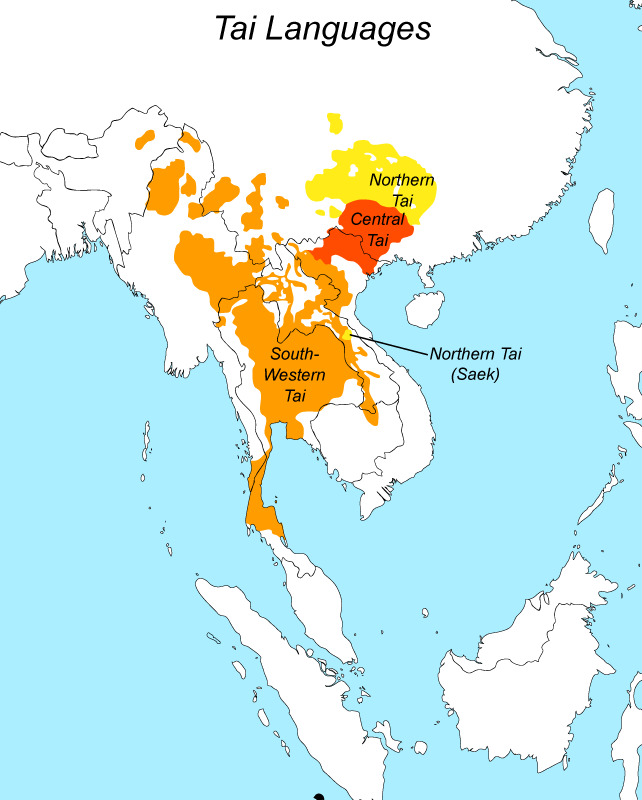
Verbreitung der Tai-Sprachen in Südostasien

Die Tai-Sprachen (auch Zhuang-Tai) sind eine in Südostasien und Südchina verbreitete Untergruppe der Familie der Tai-Kadai-Sprachen. Dazu gehören zahlreiche Sprachen und Dialekte. Es wird angenommen, dass sie von einer gemeinsamen Ursprache, dem Proto-Tai, abstammen.
Die Tai-Sprachen sind innerhalb der Tai-Kadai-Familie die Gruppe mit den meisten und auch weitaus sprecherreichsten Sprachen. Dazu gehört die bekannteste und verbreitetste Tai-Kadai-Sprache, das Thailändische; daneben das Zhuang, die größte Minderheitensprache in der Volksrepublik China (die sich wiederum aus einer Vielzahl teilweise nicht gegenseitig verständlicher Dialekte zusammensetzt), das Laotische sowie die Sprache der Shan, die die größte ethnische Minderheit in Myanmar sind.
Nach der üblichen Kladistik der Tai-Kadai-Familie werden die Tai-Sprachen mit den Kam-Sui-Sprachen sowie Lakkja und Be zur Gruppe der Kam-Tai-Sprachen zusammengefasst. Dieser Einteilung widersprechen jedoch einige Sprachwissenschaftler, die von einer engeren Verwandtschaft der Tai- mit den Hlai-Sprachen ausgehen, während die Kam-Sui-Sprachen gemeinsam mit den Kra-Sprachen zu einem anderen Ast der Tai-Kadai-Familie gehören sollen.

## Klassifikation

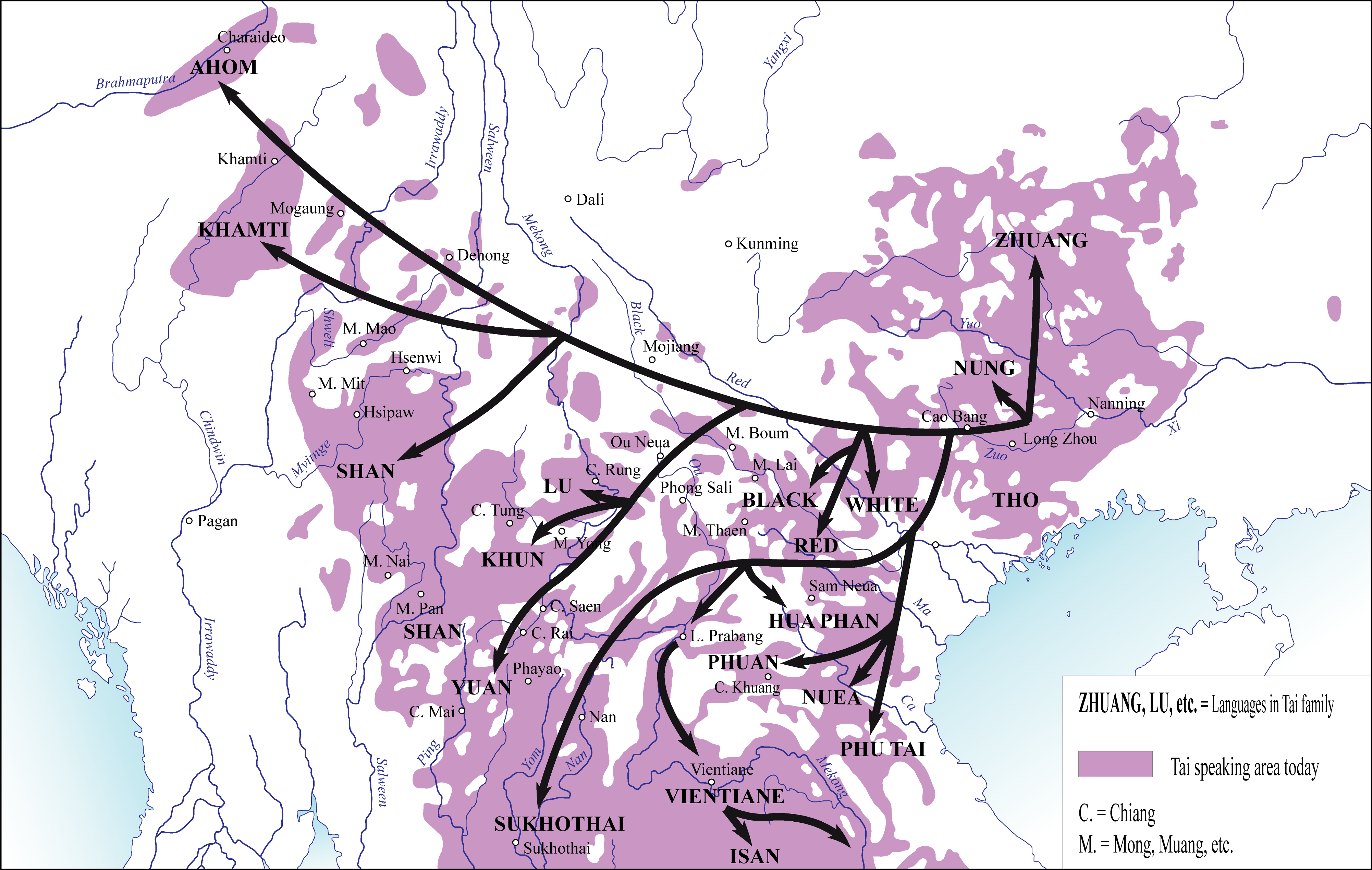
Stammbaum der der Tai-Sprachen und deren geographische Verbreitung

Üblicherweise werden die Tai-Sprachen in drei Untergruppen gegliedert: die Nördlichen, die Zentralen und die Südwestlichen Tai-Sprachen. Dies wurde 1959 von Li Fang-Kuei vorgeschlagen und hat sich in der Fachwelt weitgehend durchgesetzt. Zum Teil wird diese Einteilung insofern abgewandelt, dass zwischen der Zentralen und der Südwestlichen Gruppe eine größere Verwandtschaft angenommen wird als zwischen diesen und der Nördlichen Gruppe, ein kombinierter Zentral-Südwestlicher Zweig also neben den Nördlichen gestellt wird.
Der Sprachwissenschaftler Pittayawat Pittayaporn schlug 2009 anhand seiner Studie linguistischer Innovationen innerhalb von 68 Tai-Sprachen bzw. -Dialekten eine wesentlich komplexere Gliederung vor, an deren Ende insgesamt 11 Zweige stehen, die von vier Hauptästen abstammen. Die üblicherweise als Zentrale Gruppe klassifizierten Tai-Sprachen, insbesondere die verschiedenen Zhuang-Varianten, ordnet er ganz unterschiedlichen Ästen zu.

## Gesprochene Sprachen

### Nördliche Taisprachen
Die nördlichen Taisprachen, abgesehen vom abgelegenen Saek, auf jeden Fall aber die nördlichen Zhuang-Dialekte und Bouyei bilden ein Dialektkontinuum. Die Unterscheidung zwischen Zhuang und Bouyei ist eher administrativer als linguistischer Art. Saek zeigt gewisse phonologische Besonderheiten, die es von allen anderen – auch den nördlichen – Taisprachen unterscheiden.
- Zhuang (nördliche Dialekte) (China), 10 Mio. Sprecher
  - E (China), 30.000 – Mischsprache aus nördlichen Zhuang-, Kam-Sui- und chinesischen Sprachen
- Bouyei (Buyi) (China, Vietnam), 2,6 Mio.
- Giáy (Yay, Nhang)[8][11] (Vietnam), 49.000 – z. T. als Variante oder nur als anderer Name für Bouyei betrachtet[12][13][14]
- Saek (China, Laos, Thailand), 25.000
- Ts'ün-Lao[15] (Vietnam), 10.000
- Tai Mène (Laos), 7.000
- Yoy (Thailand, Laos), 6.000

### Zentral-Taisprachen
Die südlichen Zhuang-Dialekte bilden mit Nung, Tày (Tho) und Caolan ein Dialektkontinuum. Hingegen unterscheiden sich die südlichen Zhuang-Dialekte linguistisch stark von den nördlichen, mit denen sie kaum gegenseitig verständlich sind. Der You-Fluss bildet in Guangxi die diaglossale Grenze zwischen nördlichen und südlichen Zhuang-Dialekten und damit auch zwischen nördlichen und zentralen Taisprachen.
- Zhuang (südliche Dialekte) (China), 4,8 Mio. Sprecher
- Tày (Tho) (Vietnam), 1,5 Mio.
- Nung (Vietnam), 850.000
- Cao Lan (Vietnam), 150.000

### Südwestliche Taisprachen

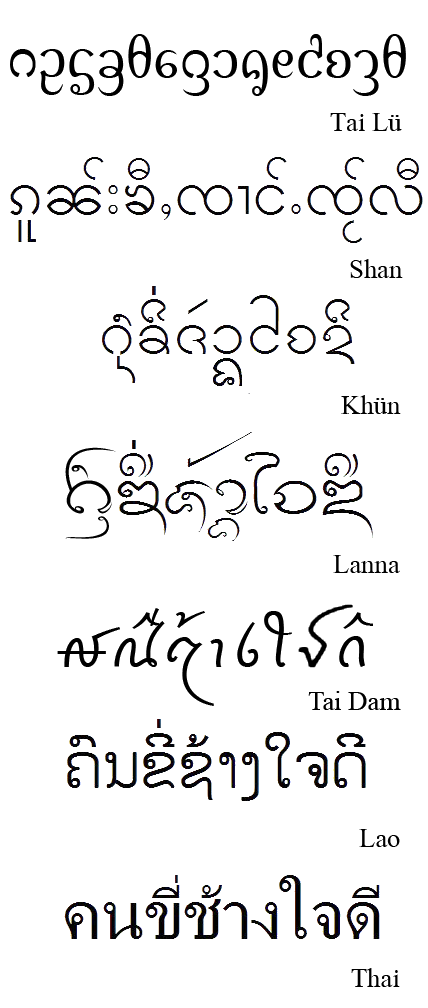
Schriften verschiedener südwestlicher Taisprachen. Alle hier abgebildeten zählen zum indischen Schriftenkreis. Der Schriftzug bedeutet in der jeweiligen Sprache „Der gutmütige Elefantenreiter“.

Die Südwestliche Gruppe ist die sprecherreichste, geographisch am weitesten ausgebreitete und am besten untersuchte. Viele südwestliche Tai-Sprachen bilden ein Dialektkontinuum (d. h., es gibt einen fließenden Übergang zwischen benachbarten Sprachen) und sind hochgradig gegenseitig verständlich. Zum Teil erfolgt die Abgrenzung der einzelnen „Sprachen“ eher aus politischen, historischen, sozialen und subjektiven Gründen als anhand linguistischer Kriterien, etwa beim Kontinuum von Thai, Isan und Lao. In anderen Fällen sind aber auch geographisch benachbarte Sprachen deutlich verschieden und kaum gegenseitig verständlich, z. B. im Fall von Tai Lü und Tai Nüa. Insgesamt sind die Unterschiede innerhalb dieser Gruppe größer als innerhalb der Nördlichen Taisprachen. Es gibt verschiedene Vorschläge, die Südwestliche Gruppe anhand verschiedener Kriterien nochmals in Unterzweige zu gliedern, von denen sich aber keiner allgemein durchgesetzt hat.
- (Zentral-)Thai (Thailand), 20 Mio. Muttersprachler, 40 Mio. Zweitsprachler
- Isan (Nordöstliches Thai) (Thailand, Laos), 15 Mio. Sprecher
- Lanna (auch: Nördliches Thai, Tai Yuan) (Thailand, Laos), 6 Mio.
- Süd-Thailändisch (Thailand), 4,5 Mio.
- Shan (Birma), 3,3 Mio.
- Laotisch (Laos), 3 Mio.
- Phu Thai (Thailand, Vietnam, Laos), 800.000
- Tai Dam (Vietnam, Laos), 800.000
- Lü (Lue, Tai Lue) (China, Vietnam, Thailand, Laos, Birma), 700.000
- Tai Nüa (China, Vietnam, Thailand, Laos), 650.000
- Tai Dón (Vietnam, Laos), 500.000
- Phuan (Thailand, Laos), 300.000
- Tai Daeng (Vietnam, Laos), 165.000
- Khün (Birma), 120.000
- Tai Hongjin (China), 85.000
- Nyaw (Thailand), 50.000
- Tai Ya (China), 50.000
- Thai Song (Thailand), 30.000
- Tai Thanh (Vietnam), 20.000
- Khamti (Assam, Birma), 13.000
- Yong (Thailand), 13.000
- Tai Hang Tong (Vietnam), 10.000
- Phake (Assam), 5.000
- Tai Long (Laos), 4.800
- Aiton (Assam), 1.500
- Pa Di (China, Vietnam), 1.300
- Tày Sa Pa (Vietnam), 300
- Thu Lao (Vietnam), 200
- Khamyang (Assam), 50
- Pu Ko (Laos)
- Tay Tac (Vietnam)
- Turung (Indien)
- Ahom (Assam – Sprache der Könige von Assam (1229–1817) und ihrer Chroniken. Im 19. Jh. ausgestorben. Die moderne assamesische Sprache ist indoeuropäisch und nahe mit dem Bengalischen verwandt.)